# Дмитерко Любомир Дмитрович

Пам'ятна дошка на будинку письменника

Любоми́р Дми́трович Дмите́рко (18 березня 1911, Винники — 2 жовтня 1985, Київ) — український письменник, поет, прозаїк, драматург, публіцист, сценарист, перекладач, літературний критик, громадський діяч Лауреат Державної премії України імені Тараса Шевченка. Один з трьох членів літературної групи «Західна Україна», які не потрапили до радянського ГУЛАГу. Окремими виданнями вийшло понад 50 книжок письменника.

## Біографія
Народився 18 березня 1911 року в родині сільського вчителя в селі Винники біля Львова (нині місто-супутник Львова, підпорядковане його міській раді). Коли Любомирові було три роки, розпочалася Перша світова війна. У зрілі роки поет напише :
|  | Коли я згадую своє дитинство, в пам'яті виринають шляхи-дороги. Безмежні дороги біженських злигоднів. Перша світова війна. Мені три роки, а я вже за тридев'ять земель від рідної хати. Короткочасне повернення до мальовничих Винників, і знову втеча від білопольських банд галерчиків і пілсудчиків. Скінчилось дитинство в чарівному Кам'янці-Подільському та навколишніх селах, де вчителював мій покійний батько. |

1919 року родина Дмитерків, «рятуючись від білополяків» , переїхала до Кам'янця-Подільського. Тут Любомир навчався в першій єдиній трудовій школі імені Степана Руданського, що в Старому місті. Тоді школа була семирічною (нині це загальноосвітня школа I—III ступенів № 1). У поемі «З ночі в день» поет писав:
У місті вільному від гніту панського,
Над звивистим Смотричем, у Кам'янці,
Я вчився у школі Степана Руданського,
Де гризли абетку вчорашні бійці.
Навчання в школі Дмитерко згадав і в статті «Його слово не вмре, не загине», опублікованій 1968 року в збірнику «Степанові Руданському» 
|  | Десь у 1922—1924 роках учився я в Кам'янець-Подільській першій єдиній трудовій школі імені Руданського. Нам, школярам, добре відома була багата на невдачі і страждання біографія Степана Васильовича. Ми захоплювалися його блискучими співомовками. Це захоплення я і мій старший брат перенесли і в родину. То ж тонесенька книжечка співомовок, випущена в буремні революційні роки вже не пам'ятаю яким видавництвом, була зачитана до дірок. |

Батько Любомира, тривалий час пропрацювавши в освіті і діставши ще за Австро-Угорщини пенсію, повернувся до вчителювання в Наддніпрянській Україні і став ревним виконавцем директив влади. Зокрема, його атеїстична пропаганда в одному із сіл спричинилася до того, що релігійна громада («куркульня», як пише в автобіографії Любомир Дмитерко) пообіцяла батька вбити, а хату спалити.
Закінчивши семирічну школу, Любомир навчався в Кам'янці-Подільському в лісовій професійній школі, а далі в інституті народної освіти (нині Кам'янець-Подільський національний університет імені Івана Огієнка).
1928 року газета «Червоний кордон», що видавалася в Кам'янці-Подільському, опублікувала перший вірш Дмитерка — «Мати». 1956 року поет писав :
|  | Коли я згадую свою творчу молодість, у пам'яті моїй встає сонячний квітневий день і я, щасливий, юний (мені було тоді сімнадцять років), іду чудовим парком над скелястим Смотричем із свіжою, що пахне друкарською фарбою, газетою в руках. Це було у Кам'янці-Подільському, в 1928 році. У газеті «Червоний кордон» було надруковано мій перший вірш «Мати». Потім у цій же газеті друкувалось багато моїх віршів, оповідань і, навіть, два романи з продовженням. |

«Спокушений чарами поетичної музи», Дмитерко покинув навчання в Кам'янець-Подільському інституті народної освіти, де був тільки факультет соціального виховання (соцвиху) й подався до Київ, де в місцевому ІНО (тепер Київський національний університет імені Тараса Шевченка) був ще один факультет — професійної освіти (профосу), із сильною професурою, який готував фахівців вищого профілю, а головне, давав значно більший обсяг знань. Саме на цей факультет Дмитерко надумав перевестися. Проте кожен факультет мав не тільки свій профіль а й навчальну програму, тому Дмитеркові відмовили, запропонувавши йти на соцвих або вступити заново — на перший курс. Поет образився, бо, за його словами, «прочитав гори літератури і ладен був змагатися не з одним студентом профосу». Дмитерко став працювати позаштатним репортером обласної комсомольської газети «Молодий більшовик» (редакція містилася в довгому темному коридорі на розі вулиць Леніна та Володимирської, де згодом розмістився готель «Театральний»). Заробляючи копійки, Любомир писав вірші та підшукував соліднішу роботу. На кінофабриці (нині Національна кіностудія художніх фільмів імені Олександра Довженка) її головний редактор, письменник Володимир Ярошенко, порадив Дмитеркові йти на сценарні курси, що саме відкрилися при Всеукраїнському фотокіноуправлінні (ВУФКУ).
На курсах історію та теорію кіно викладав знавець і дослідник цієї справи Георгій Авенаріус, теорію драми — український поет і критик Яків Савченко, сценарну справу — письменник та кінодраматург Вадим Охріменко, сучасну літературу — Олександр Корнійчук.
1930 року 19-річний Дмитерко зумів видати одразу дві книжки — прозову та поетичну. У Києві в «Масовій бібліотеці» видавництва «Західна Україна» побачила світ накладом 15 тисяч примірників 32-сторінкова збірка оповідань «Вітер зі Сходу». Поетична збірка «Іду!», видана в Харкові у Державному видавництві України, була удвічі товстішою — 60 сторінок, але мала наклад значно менший — всього 2 тисячі примірників. Того ж року з'явилися рецензії на збірку «Іду!» — Євгена Адельгейма в десятому числі журналу «Життя й революція» та Миколи Шеремета в дванадцятому числі журналу «Молодняк».
Наступного року побачили світ ще дві віршовані книжки Любомира Дмитерка: поема «Сорочинська республіка» (10 тисяч примірників, 56 сторінок) у співавторстві з Марією Пригарою та друга книжка поезій «Товтри» (2 тисячі примірників, 136 сторінок), назву якій дав кряж Товтри поблизу Кам'янця-Подільського. Обидві книжки вийшли у видавництві «ЛіМ» («Література і Мистецтво»).
Працюючи в Києві, Любомир Дмитерко досить часто відвідував Кам'янець-Подільський. Про кілька таких відвідин упродовж 1932 року згадував літературний критик і драматург Борис Буркатов, який тоді навчався в Кам'янці-Подільському :
|  | Тоді, в останні зимові дні року 1932 року, я бачив його вперше. Бачив у Кам'янці-Подільському під час мітингу на площі перед будинком районного комітету партії. З балкона, який служив трибуною, промовляли члени Політбюро ЦК Компартії України, нарком освіти М. О. Скрипник і секретар райкому партії, відомий поет і громадський діяч Іван Юліанович Кулик. Стояли поряд з ними представники громадськості міста, і серед них нам, групі студентів, хтось з обізнаних вказав на молодого поета Любомира Дмитерка, чиї вірші час від часу публікувала міська газета «Червоний кордон»… На вечорі з нагоди 60-річчя М. О. Скрипника виступив й Любомир Дмитерко. Уже другий рік він жив у Києві, працював на студії художніх фільмів, але завжди згадував Кам'янець, де залишились його батьки, брати і сестри, де пройшли дитинство і юність. Ще через кілька місяців він знову приїхав до Кам'янця-Подільського для участі в творчому вечорі І. Кулика. Відбувся той вечір у педагогічному інституті, де Іван Юліанович викладав курс літератури. Того ж року, в липні, Л. Дмитерко ще раз відвідав рідне місто, щоб виступити вже на останньому за участю Івана Кулика літературному вечорі. Пам'ятаю, як переповнений зал на обох вечорах тепло сприймав громадянську лірику свого земляка. |

У 1931—1934 роках Дмитерко працював редактором Київської кіностудії художніх фільмів.
Дмитерко був членом літературної організації «Західна Україна». На початку 1933 року почалися арешти членів київської філії організації. 4 лютого було ув'язнено Любомира Дмитерка. Більшість заарештованих невдовзі після затримання написали заяви-каяття до колегії Державного політичного управління УСРР, визнавши свою належність до УВО — Української військової організації. Двоє із заарештованих — Любомира Дмитерка та Агату Турчинську — через те, що вони «не вписувалися» за віком і статтю в розроблену чекістами схему УВО, було звільнено (відповідно, 25 березня та 11 травня).
З 1935 року Л. Димитерко — член Спілки письменників України. У 1938 році письменник написав свій перший великий прозовий твір — роман "Обов'язок".
Учасник радянсько-німецької війни (був військовим кореспондентом армійських і фронтових газет). Писав статті, нариси, вірші. Вірші 1941-1945 років зібрані у книгах «Слава», «На полі бою», «Багряний ранок», «Вітчизна».
У 1946—1947 роках Л. Дмитерко — начальник сценарного відділу Київської кіностудії художніх фільмів.
У 1947 році написав п'єсу «Генерал Ватутін» (1947), присвячену Миколі Ватутіну — радянському воєначальнику, у 1949 р. — п'єсу «Навіки разом», присвячену подіям в Україні наприкінці 50-х років 17 століття.
За постановку п'єси «Генерал Ватутін» Харківський драматичний театр імені Тараса Шевченка одержав у 1947 р. Сталінську премію. За постановку п'єси «Навіки разом» у 1950 р. присуджено Сталінську премію колективові Дніпропетровського драматичного театру ім. Т. Шевченка.
У 1952 році вийшла збірка поезій «Добрі сусіди» (1952), присвячена трудовим будням Польської народної республіки. Поезія Дмитерка – декларативна, оспівує ратні і трудові подвиги народу, боротьбу за мир, братерство й дружбу народів, славить партію. Наступного року Л. Дмитерко написав чергову п'єсу «Проліски» про будівельників нового міста на Дніпрі.
Як один із керівників Спілки Письменників України на початку 1950-х рр. брав участь у офіціозних викривальних кампаніях, активно провадив ортодоксальну партійну лінію. У 1962 році очолив «Вітчизна», у якому тоді надруковано такі «крамольні» твори, як «Собор» О. Гончара, «Мальви» Р. Іваничука, «Південний комфорт» П. Загребельного. Головним редактором журналу Дмитерко був до самої смерті.
У збірці «Новели» (1955), романах «Розлука» (1957), «Крізь дні і ночі» (1969), «Останні кілометри» (1972), «Міст через прірву» (трилогія, 1962–66), повісті «Кроки на шляху» (1967), написаних з позицій соцреалізму, Л.Дмитерко відтворив події 2-ї світової війни, показав становлення молодого покоління.
За сценаріями Дмитерка на Київській кіностудії художніх фільмів знято водевіль «Літа молодії» (у співавторстві з А. Головком та І. Савченком, 1942, режисер Г. Гричер-Чериковер), історичні стрічки «Полум’я гніву» (1955, режисер Т. Левчук) і «Олекса Довбуш» (у співавторстві з режисером фільму, 1959, режисер В. Іванов), «Слово про генерала» (1964, режисер Я. Мєстечкін), «Ліра молодості» (1968).
У складі делегації УРСР брав участь у роботі сесій Генеральної асамблеї Організації Об'єднаних Націй (1958, 1962). Багато років був заступником голови Федерації футболу УРСР.
У 1979 році за книжки поезій «Основа» і «Світе мій» (обидві – 1978) Л. Дмитерку присуджена Державна премія України імені Т. Шевченка.
Окремі твори Дмитерка перекладені болгарською (бл. 20 перекладів), грузинською, литовською, німецькою, польською, російською, румунською, угорською, чеською мовами. 

Могила Любомира Дмитерка

Помер 2 жовтня 1985 року в Києві. Похований на Байковому кладовищі. 1990 року на могилі встановлено пам'ятник: на майданчику червоного мармуру куб, а на ньому — бронзове погруддя письменника. На кубі бронзовими літерами зроблено напис «Любомир Дмитерко. 1911—1985». Скульптор Іван Макогон .

## Твори

### Прозові твори
- «Вітер зі Сходу» — збірка оповідань (1930)
- «Обов'язок» — роман (1938)
- «Польські будні» — збірка нарисів (1949)
- «Високі завдання» — збірка нарисів (1953)
- «Новели» (1955)
- «Там, де сяє Південний хрест» — збірка нарисів (1957)
- «Розлука» — роман (1957)
- «Наречена» — повісті та новели (1959)
- «Обпалені громами» — роман (1962)
- «Добро і зло Канади» — збірка нарисів (1962)
- «Планета в теплих долонях» — роман (1963)
- «Міст через прірву» — роман, трилогія (1962—1965)
- Вечірня зоря — роман (1965)
- «Кроки на шляху» — повість (1967)
- «Крізь дні і ночі» — роман (1969)
- «Останні кілометри» — роман (1972)

### Поезія
- «Іду!» — збірка (1930)
- «Сорочинська республіка» — поема (1931)
- «Товтри» — збірка (1931)
- «Молода земля» — збірка (1935)
- «Присяга вірних» - поема
- «Друзям» — збірка
- «Книга боротьби» — збірка (1939)
- «Слава» — збірка (1942)
- «На полі бою» — збірка (1944)
- «Багряний ранок» — збірка (1945)
- «Гарячий суходіл» — збірка
- «Вітчизна» — збірка (1948)
- «Вірші і поеми» — збірка (1949)
- «Добрі сусіди» — збірка (1952)
- «Зоря на обрії» — збірка (1957)
- «В обіймах сонця» — збірка (1958)
- «Осінь за океаном» — збірка (1959)
- «Київські кручі» — збірка (1962)
- «Обпалені громами» — збірка (1962)
- «Планета в теплих долонях» — збірка (1963)
- «Вечірня зоря» — збірка (1965)
- «Муза в шинелі» — збірка (1967)
- «Крилатий кінь» — збірка (1974)
- «Причетність» — збірка (1975)
- «Земна вісь» — збірка (1977)
- «Основа» — збірка (1978)
- «Світе мій» — збірка (1978)
- «Крутий поріг» — збірка (1983)

### Драматичні твори
- «Генерал Ватутін». Драматичний портрет (1947)
- «Навіки разом». Народна драма (1949)
- «Проліски». Драматична поема (1953)
- «Шляхи людські» (1954)
- «У золотій рамі» (1957)
- «Сенсація номер один» (1965)
- «Дівоча доля» (1960)
- «Суд серця» (1969)
- «Первоцвіт». Драматична поема (1970)
- «Лавровий вінок» (1972)
- «Вогневі рубежі» (1984)
- «Той перший день» (1984)

Також у 1981-1982 роках виданий 4-томник творів. 
Посмертно  вийшла книга «Незакінчена розмова: Спогади, літературна спадщина» (1987).

## Кінематографічна діяльність
Автор дикторського тексту до хронікально-документального фільму «Місто безсмертної слави» (1954), сценаріїв документальних стрічок:
- «Свято великої дружби» (1955)
- «З кіноапаратом по місту Кракову» (1958, у співавт.)
- «Слово про генерала» (1964)

художніх кінокартин:
- «Літа молодії» (1942, у співавт.)
- «Українські мелодії» (1945, у співавт., фільм-концерт)
- «Полум'я гніву» (1955)
- «Олекса Довбуш» (1959). Сценарна та режисерська розробка фільму розпочалася у жовтні 1940 року спільно з М. Красієм. У головній ролі мав знятись Амвросій Бучма.

## Перекладацька діяльність
У 1939 році київський «Держлітвидав УРСР» надрукував переклад вірменського народного епосу «Давид Сасунський». Серед перекладачів був і Дмитерко (також Павло Тичина, Володимир Свідзинський, Євген Фомін тощо). Переклад був зроблений за редакцією Любомира Дмитерка та Олександра Сороки та загальною редакцією Павла Тичини.
Також переклав виставу норвезького письменника Генріка Ібсена «Привиди» (1956, Держлітвидав УРСР).

## Нагороди
Нагороджений орденом Вітчизняної війни першого ступеня, орденом Червоної Зірки, двома орденами Трудового Червоного Прапора, орденом Дружби народів, медалями.
1979 року отримав Державну премію УРСР імені Т. Г. Шевченка за збірки поезій «Світе мій» та «Основа».

## Причетність до репресій
2 березня 1972 взяв участь у засіданні президії правління Спілки письменників України, під час якого зі Спілки було виключено дисидента Івана Дзюбу за книгу «Інтернаціоналізм чи русифікація?». У своєму виступі він підтримав виключення та розкритикував Дзюбу і його книгу: 
| І. Дзюба запрошує пройтись по Києву та його установах, щоб переконатись, що майже ніхто не розмовляє українською мовою. Можливо, що зустрінемось із багатьма і багатьма обивателями і міщанами, яким справді це питання байдуже. Але ніде й ніколи Комуністична партія не забороняла тому чи іншому народові говорити своєю рідною мовою. Хоч як це прикро, але винен у цьому сам український нігілізм, байдужість багатьох самих українців до своєї мови. Так от, міщанам ваша (звертається до І. Дзюби) праця виявилась дуже доречною, ваш вибрик якраз і грає міщанинові на користь. На жаль, у мене немає під рукою ні ваших статей, ні праці "Інтернаціоналізм чи русифікація?", де ви намагаєтесь довести, ніби В. І. Ленін завжди обстоював передусім національне питання, а вже потім усякі інші. Але ж це брехня. Ленін ніколи не ставив національне питання над усі інші, хоч і надавав його вирішенню величезного значення. Дані про приріст населення. І. Дзюба пише, що в Литві й на Україні найбільш низький приріст населення. А де найбільший? — У національних республіках. Фактично ж найменший приріст населення у Москві. Невже ви думаєте, що там, за кордоном, дурні? Ви казали, що у "Вітчизні" два роки лежать ваші статті і їх ніхто не друкує. Справді лежать — одна про творчість Василя Земляка — нічого собі стаття, могла б бути надрукована, але про О. І. Білецького — ніхто в Радянському Союзі цю статтю не надрукує. Але як я міг надрукувати у "Вітчизні" вашу справді безобідну статтю про В. Земляка, коли в цей же час придуркуватий Стецько дарує вашу книжку "Інтернаціоналізм чи русифікація?" самому Чанкай-ші? Я не міг цього робити, і, думаю, що СПУ не може і не хоче відповідати далі за всі оці Ваші вибрики.[14] |

## Вшанування пам'яті
11 травня 1986 року Рада Міністрів УРСР ухвалила надати Кам'янець-Подільській середній школі № 12 ім'я Дмитерка (нині загальноосвітня школа I—III ступенів № 12 імені Любомира Дмитерка).
На початку жовтня 1986 року, у першу річницю смерті письменника, в Києві на будинку на вул. К. Лібкнехта (нині Шовковична), № 34/3, у якому мешкав Любомир Дмитерко, встановлено меморіальну дошку.

### Статті в енциклопедіях, довідниках
- Дмитерко Любомир Дмитрович // ЕНЦИКЛОПЕДІЯ СУЧАСНОЇ УКРАЇНИ
- Енциклопедія українознавства : Словникова частина : [в 11 т.] / Наукове товариство імені Шевченка ; гол. ред. проф., д-р Володимир Кубійович. — Париж — Нью-Йорк : Молоде життя, 1955—1995. — ISBN 5-7707-4049-3. — Т. 2. — С. 527—528.
- Дубина М. Дмитерко Любомир Дмитрович // Українська радянська енциклопедія : у 12 т. / гол. ред. М. П. Бажан ; редкол.: О. К. Антонов та ін. — 2-ге вид. — К. : Головна редакція УРЕ, 1979. — Т. 3 : Гердан — Електрографія. — 551, [1] с., [26] арк. іл. : іл., портр., карти + 1 арк с. — С. 390.
- Дубина М. Дмитерко Любомир Дмитрович // Українська літературна енциклопедія : В 5 т. / редкол.: І. О. Дзеверін (відповід. ред.) та ін. — К. : Голов. ред. УРЕ ім. М. П. Бажана, 1990. — Т. 2 : Д—К.  — С. 71—72.
- Дмитерко Любомир Дмитрович // Мистецтво України : Біографічний довідник. / упоряд.: А. В. Кудрицький, М. Г. Лабінський ; за ред. А. В. Кудрицького. — Київ : «Українська енциклопедія» імені М. П. Бажана, 1997. — С. 207 . — ISBN 5-88500-071-9.
- Всемирный биографический энциклопедический словарь. — Москва, 1998. — С. 247.
- Шевченківські лауреати. 1962–2001 : енциклопедичний довідник / автор-упор. М. Г. Лабінський ; вступ. слово І. М. Дзюби. — К. : Криниця, 2001. — 696 с. — ISBN 966-7575-29-2. — С. 143—144.
- Шевченківські лауреати. 1962–2007 : енциклопедичний довідник / автор-упор. М. Г. Лабінський ; вступ. слова І. М. Дзюби, Р. М. Лубківського. — 2-ге вид., змін. і доп. — К. : Криниця, 2007. — 768 с. — ISBN 978-966-7575-81-6. — С. 171—172.
- Герасимова Г. Дмитерко Любомир Дмитрович [Архівовано 24 червня 2016 у Wayback Machine.] // Енциклопедія історії України / редкол.: В. А. Смолій та ін. ; Інститут історії України НАН України. — К. : Наукова думка, 2004. — Т. 2 : Г — Д. — 518 с. : іл. — ISBN 966-00-0405-2. — С. 403.
- Дмитерко Любомир Дмитрович — біографія // Комітет з Національної премії України імені Тараса Шевченка. Офіційний веб-сайт.

### Книги про письменника
- Кузякина Н. Любомир Дмитерко: Литературно-критический очерк. — К.: Радянський письменник, 1951. — 63 с.
- Про Любомира Дмитерка: Літературно-критичні статті. — К.: Радянський письменник, 1971. — 269 с.
- Дубина М. Творчість Любомира Дмитерка. — К., 1977.
- Незакінчена розмова: Спогади, літературна спадщина [Л. Д. Дмитерка] / Упоряд. Б. А. Буркатов. — К.: Радянський письменник, 1987. — 175 с.

### Статті в збірниках, газетах і журналах
- Любомир Дмитерко. Біографічна довідка // Л. Дмитерко. Навіки разом (п'єси) — Київ : Держлітвидав України, 1954 — С. 365.
- Байцар А. Видатні винниківчани: Науково — краєзнавче видання / А. Л. Байцар. — Львів-Винники, 2012. — 88 с.
- Зуб І. Любомир Дмитерко // Письменники Радянської України. Вип. 11. Літературно-критичні нариси. — К., 1984. с. 137—159.
- Козлова Н. Ростив поета Кам'янець…: Наші славетні // Прапор Жовтня (Кам'янець-Подільський). — 1981. — 18 березня. — С. 4.
- Давидова І. Його герої серед нас: [Про драматургію Любомира Дмитерка] // Вітчизна. — 1986. — № 3. — С. 183—187.
- Рубльов О. Невідомі документи до біографії Л. Д. Дмитерка: За матеріалами його слідчої справи 1933 р. // Український археографічний щорічник / Редкол.: П. С. Сохань (голов. ред.) та ін. — К., 1999. — Вип. 3/4. — С. 550—574.
- Завальнюк О., Комарніцький О. Дмитерко Любомир Дмитрович // Кам'янець-Подільський державний університет в особах. — Т. 2. — Кам'янець-Подільський: Оіюм, 2005. — С. 766—771.
- Жадько В. Некрополь на Байковій горі. — К., 2008. — С. 83, 286.
- Жадько В. Український некрополь. — К., 2005. — С. 172.

### Електронний ресурс
- Меморіальний сайт пам'яті Любомира Дмитерка [Архівовано 24 травня 2015 у Wayback Machine.]
- Добрий товариш Арсена Каспрука письменник Любомир Дмитерко // Меморіальний сайт пам'яті Арсена Каспрука
- Будзей Олег. ВЧИВСЯ В ПЕРШІЙ, А ІМ’Я ДАЛИ ДВАНАДЦЯТІЙ: до сторіччя від дня народження Любомира ДМИТЕРКА // Газета «ПОДОЛЯНИН», 18.03.2011